# 18. децембар
18. децембар (18.12.) је 352. дан године по грегоријанском календару (353. у преступној години). До краја године има још 13 дана.

## Догађаји
- 218. п. н. е. — У бици код Требије у Другом пунском рату картагински војсковођа Ханибал је нанео тежак пораз римској војсци.
- 1271 — Кублај-кан је променио назив свог царства у Јуан, означивши званични почетак династије Јуан у Кини и Монголији.
- 1398 — Монголски војсковођа Тимур Ленк заузео је индијски град Делхи.
- 1499 — Муслимани у Гранади су се побунили против својих владара због присилне конверзије на католицизам.
- 1642 — Абел Тасман је постао први Европљанин који је допловио до Новог Зеланда.
- 1777 — У САД је прослављен први Дан захвалности, чиме је прослављена недавна америчка победа над британским генералом Џоном Бергојном у бици код Саратоге у октобру.
- 1787 — Њу Џерзи је постао трећа америчка држава која је ратификовала устав САД.
- 1865 — Амерички државни секретар Вилијам Сјуард је објавио да су три четвртине америчких савезних држава ратификовале Тринаести амандман на Устав САД, чиме је он ступио на снагу.
- 1903 — Америчко-панамским уговором зона Панамског канала је стављена под контролу САД уз годишњу ренту.
- 1916 — Победом Француза завршена је десетомесечна битка код Вердена у Првом светском рату, у којој су обе стране имале огромне губитке - погинуло је 543.000 Француза и 434.000 Немаца.
- 1935 — Едвард Бенеш је изабран за председника Чехословачке, четири дана после оставке првог шефа те државе Томаша Масарика.
- 1940 — Вођа нацистичке Немачке Адолф Хитлер наредио је у Другом светском рату Врховној команди Вермахта да припреми инвазију на СССР према тајном плану под шифром "Операција Барбароса".
- 1966 — Амерички астроном Ричард Вокер је открио Сатурнов сателит Епиметеј.
- 1970 — У Италији је ступио на снагу закон о разводу брака, упркос противљењу Римокатоличке цркве.
- 1972 — САД су у Вијетнамском рату почеле масовно бомбардовање Ханоја које је трајало непрекидно 12 дана и ноћи.
- 1972 — Стенли Берет је пробио звучни зид на земљи, возећи аутомобил на ракетни погон брзином већом од 1000 km/h на писти у Калифорнији.
- 1989 — Европска економска заједница и Совјетски Савез су потписали споразум о трговини и економској сарадњи.
- 1993 — У Загребу обновљен рад Српског привредног друштва Привредник укинутог 1946. године.
- 1999 — Председница Шри Ланке Чандрика Кумаратунга повређена је у експлозији бомбе у којој је погинуло 33 и рањено 137 људи. Власти у Коломбу оптужиле тамилске сепаратисте за подметање бомбе.
- 2000 — У Бриселу су обновљени преговори о сукцесији бивше СФР Југославије, након што су нове југословенске власти одустале од става да је СР Југославија једини наследник бивше државе, који је тврдо заступао бивши председник СРЈ Слободан Милошевић. Преговори су успешно завршени у мају 2001.
- 2003 —
  - Скупштина Косова усвојила је у начелу Закон о сарадњи са Трибуналом у Хагу.
  - Хашки трибунал осудио је Србина Драгана Николића, званог Јенки, на 23 године затвора. Он је признао кривицу за ратне злочине почињене над муслиманским заробљеницима у логору Сушица код Власенице, чији је командант био у лето 1992.
- 2006 — У Уједињеним Арапским Емиратима одржани су први избори од оснивања те земље.

## Рођења
- 1855 — Јован Храниловић, гркокатолички је свештеник, песник и новинар. (прем. 1924)[1]
- 1856 — Џозеф Џон Томсон, енглески физичар, добитник Нобелове награде за физику (1906). (прем. 1940)[2]
- 1863 — Франц Фердинанд, аустријски надвојвода. (прем. 1914)[3]
- 1878 - Јосиф Висарионович Џугашвили Стаљин (рус. Иосиф Виссарионович Джугашви́ли Сталин, груз. იოსებ ბესარიონის ძე სტალინი; био је први Генерални секретар Централног комитета Комунистичке партије Совјетског Савеза, од 1922. до своје смрти 1953. године.
- 1879 — Паул Кле, немачко-швајцарски сликар. (прем. 1940)[4]
- 1888 — Гледис Купер, енглеска глумица. (прем. 1971)[5]
- 1908 — Силија Џонсон, енглеска глумица. (прем. 1982)[6]
- 1913 — Вили Брант, немачки политичар, канцелар Западне Немачке (1969—1974) и градоначелник Берлина (1957—1966). (прем. 1992)[7]
- 1918 — Бети Грејбл, америчка глумица, модел, плесачица и певачица. (прем. 1973)[8]
- 1919 — Јуре Каштелан, хрватски песник. (прем. 1990)[9]
- 1927 — Ремзи Кларк, амерички адвокат и политичар, 66. државни правобранилац САД (1966—1969). (прем. 2021)
- 1927 — Никола Пантић, српски геолог. (прем. 2002)[10]
- 1943 — Кит Ричардс, енглески музичар, најпознатији као суоснивач, гитариста и певач групе -The Rolling Stones}-.[11]
- 1946 — Милена Зупанчић, словеначка глумица.[12]
- 1946 — Стивен Спилберг, амерички редитељ, сценариста и продуцент.[13]
- 1953 — Џеф Кобер, амерички глумац и продуцент.
- 1954 — Реј Лиота, амерички глумац и продуцент. (прем. 2022)[14]
- 1954 — Милован Степандић, српски кошаркашки тренер. (прем. 2020)[15]
- 1963 — Бред Пит, амерички глумац и продуцент.[16]
- 1965 — Игор Милановић, српски ватерполиста.[17][18][19]
- 1966 — Ђанлука Паљука, италијански фудбалски голман.[20]
- 1967 — Дарко Миланич, словеначки фудбалер и фудбалски тренер.[21]
- 1968 — Каспер ван Дин, амерички глумац и продуцент.[22]
- 1968 — Алехандро Санз, шпански музичар.
- 1969 — Сантијаго Кањизарес, шпански фудбалер.[23]
- 1970 — Ди-Ем-Екс, амерички хип хоп музичар и глумац. (прем. 2021)
- 1971 — Аранча Санчез Викарио, шпанска тенисерка.[24]
- 1972 — Митко Стојковски, македонски фудбалер.[25]
- 1974 — Кери Бајрон, америчка уметница и ТВ водитељка.
- 1974 — Вики Миљковић, српска певачица.
- 1975 — Сија Ферлер, аустралијска музичарка и музичка продуценткиња.[26]
- 1978 — Кејти Холмс, америчка глумица, продуценткиња и редитељка.[27]
- 1980 — Кристина Агилера, америчка музичарка и глумица.[28]
- 1980 — Марија Вицковић, српска глумица.[29]
- 1981 — Вујадин Суботић, црногорски кошаркаш.[30]
- 1981 — Нивес Целзијус, хрватска певачица, модел, глумица и књижевница.
- 1986 — Андрија Стипановић, босанскохерцеговачки кошаркаш.[31]
- 1987 — Мики Андо, јапанска клизачица.[32]
- 1987 — Алина Плугару, румунска порнографска глумица.[33]
- 1989 — Ешли Бенсон, америчка глумица и модел.[34]
- 1991 — Рикардо Гомеш, фудбалер са Зеленортских Острва.[35][36]
- 1992 — Бриџит Мендлер, америчка глумица и музичарка.[37]
- 1992 — Рашид Сумаила, гански фудбалер.[38][39][40][41]
- 1995 — Барбора Крејчикова, чешка тенисерка.
- 1998 — Паола Егону, италијанска одбојкашица.[42][43]
- 1999 — Стефан Момиров, српски кошаркаш.[44][30]
- 2001 — Били Ајлиш, америчка музичарка.[45]

## Смрти
- 1737 — Антонио Страдивари, италијански градитељ гудачких инструмената[46]
- 1803 — Јохан Готфрид фон Хердер, немачки писац, историчар, филозоф и протестантски теолог[47]
- 1829 — Жан Баптист Ламарк, француски научник (рођ. 1744)[48]
- 1936 — Андрија Мохоровичић, сеизмолог[49]
- 1980 — Алексеј Косигин, руски државник и високи комунистички функционер, совјетски премијер

- Добриша Цесарић, хрватски песник (рођ. 1902)
- 1992 — Војин Бакић је био српски сликар и вајар
- 1999 — Робер Бресон, француски редитељ (рођ. 1901).[51]
- 2001 — Жилбер Беко, француски певач[52]
- 2006 — Срђан Кнежевић, спортски новинар (рођ. 1955).[53][54]
- 2009 — Оскар Данон, југословенски диригент и композитор јеврејског поријекла, академик АНУ БиХ (рођ. 1913).[55]
- 2011 — Вацлав Хавел, чешки књижевник и државник (рођ. 1936).[56]
- 2016 — Жа Жа Габор, америчка глумица мађарског порекла (рођ. 1917).[57]

## Празници и дани сећања
- Српска православна црква данас прославља
  - Преподобни Сава Освећени
  - Свети Нектарије Битољски